# RINZO
RINZO（リンゾー）は日本の音楽プロデューサー、作曲家、編曲家、トラックメイカー、キーボーディスト、 DJ。

## ディスコグラフィー
| アーティスト名                        | タイトル                         | リリース日     | 収録アルバム                       |                                          |
| ------------------------------------- | -------------------------------- | -------------- | ---------------------------------- | ---------------------------------------- |
| RINZO                                 | NIBIIRO                          | 2021年5月30日  |                                    |                                          |
| RINZO                                 | Drift                            | 2021年8月21日  |                                    |                                          |
| RINZO, 高瀬統也, 野田愛実             | どうして（Acoustic Remix）       | 2023年3月21日  |                                    |                                          |
| RINZO, 高瀬統也, 野田愛実             | I can't stop loving you（Remix） | 2023年4月1日   |                                    |                                          |
| RINZO, 高瀬統也                       | でも、(Remix)                    | 2024年9月18日  | 『でも、愛たい』                   |                                          |
| RINZO, 高瀬統也                       | 愛℃(Remix)                       | 2024年9月18日  | 『でも、愛たい』                   |                                          |
| RINZO, 高瀬統也                       | タイムレス(Remix)                | 2024年9月18日  | 『でも、愛たい』                   |                                          |
| 茉ひる, RINZO                         | ダブルベッド                     | 2023年5月5日   | 『EMERALD』『Handle』              |                                          |
| 茉ひる, RINZO                         | ダブルベッド(Sped UP Version)    | 2023年5月5日   | 『EMERALD』                        |                                          |
| 茉ひる, RINZO                         | 君と会う夜                       | 2023年10月14日 |                                    |                                          |
| 茉ひる, RINZO                         | フレグランス                     | 2023年12月22日 | 『Handle』                         | Spotify Taiwan/Hong Kong Viral Chart 1位 |
| 茉ひる, RINZO                         | フレグランス - Sped UP Version   | 2023年12月22日 |                                    |                                          |
| 茉ひる, RINZO                         | フレグランス (Acoustic Remix)    | 2024年3月22日  | 『フレグランス（Special Edition)』 |                                          |
| 茉ひる, RINZO                         | fragrance (Chinese Version)      | 2024年3月22日  | 『フレグランス（Special Edition)』 |                                          |
| 茉ひる, RINZO                         | フレグランス (Instrumental)      | 2024年3月22日  | 『フレグランス（Special Edition)』 |                                          |
| 茉ひる, RINZO                         | Handle                           | 2024年6月9日   | 『Handle』                         |                                          |
| 茉ひる, RINZO                         | Destiny                          | 2024年6月9日   | 『Handle』                         |                                          |
| 茉ひる, RINZO                         | end...                           | 2024年6月9日   | 『Handle』                         |                                          |
| 茉ひる, RINZO                         | ハナタバ                         | 2025年4月16日  |                                    |                                          |
| 茉ひる, RINZO                         | ハナタバ (Sped Up Version)       | 2025年4月16日  |                                    |                                          |
| 茉ひる, RINZO&VILLSHANA               | ディスタンス                     | 2024年6月9日   | 『Handle』                         |                                          |
| 茉ひる, RINZO&VILLSHANA               | ディスタンス(Sped UP Version)    | 2024年6月9日   | 『Handle』                         |                                          |
| 茉ひる, RINZO& 派偉俊 Patrick Brasca  | Fragrance Remix                  | 2025年1月30日  |                                    |                                          |
| RINZO & WHITEBOX                      | フラグメント                     | 2025年6月9日   |                                    |                                          |
| RINZO & WHITEBOX                      | フラグメント( Acoustic Remix)    | 2025年8月1日   |                                    |                                          |
| RINZO, Poropiore                      | INFINITO VIBES                   | 2023年8月19日  |                                    |                                          |
| 草川瞬&RINZO                          | Saturday Night                   | 2023年10月21日 | 『Desire』                         |                                          |
| teppei, KennyDoes, RINZO&田所けんすけ | Never Look Back                  | 2023年11月18日 |                                    |                                          |

## 共同作業楽曲
概ね作編曲を高瀬統也と共作。すべての楽曲でトラックメイカーを担当。（例外のみ記載）
- Digital EP『Now the Won』2020年9月2日
  - 「All or Nothing」
  - 「Still Waiting」
  - 「Love me do」
  - 「Tears Tears」（作詞作曲 eyeronと共作）
  - 「15センチメートル」
  - 「Now the Won」
- EP『MEMO RUNDAM』2021年6月9日
  - 「Please kiss me like a diary（feat. 佐藤文哉）」
  - 「センチメンタルじゃ終わらない」
- シングル「FAKER 」2021年9月1日
- Digital EP『13月1日』2022年1月31日
  - 「どうして（feat.野田愛実）」1月22日先行リリース
  - 「Make you high 」
  - 「Don't stop me lyrics 」
  - 「レスなキス 」
  - 「13月1日」
  - 「I'll be right there」
- Digital EP『Don’t stop me Remix』2022年7月26日
  - 「どうして（feat.野田愛実）[Acoustic Rimix] 」
  - 「13月1日(Acoustic Remix) 」
  - 「Don't stop me lyrics(Acoustic Remix) 」
- シングル「MINT」2022年8月10日
- シングル「らりるれ」2022年10月23日
- フルアルバム『13月2日』2022年12月7日 配信／2023年1月25日 フィジカル
  - 「TWI LIGHT（feat. N.O.A）」
  - 「どうして（feat.野田愛実）Remix by RINZO」
- シングル「FAKE LOVER」2023年6月8日
- シングル「poisonous "B"」2023年8月26日
- フルアルバム『愛℃』2023年12月13日
  - 「日日」
  - 「シンデレラノットイージー」
  - 「でも、」（作曲 高瀬統也、れんと共作・編曲 高瀬統也と共作）
  - 「つまんない」
  - 「V.I.P」
  - 「HONEY」
  - 「愛アイス」
  - 「カレンダー」（作編曲 SHIROSE(WHITE JAM)、高瀬統也、川口進と共作）
  - 「タイムレス （feat,茉ひる）」
  - 「愛℃」
- シングル「質恋」 2024年6月26日
- シングル「Darlin' Honey Love」2025年1月15日 配信
- フルアルバム『８』2025年5月14日
  - 「さよならおまじない（feat.ロザリーナ）」
  - 「おまじないなんてもうやめて」

## 提供作品
アーティスト名50音順、リリース順に記載
- AI
  - 「WE ARE ALIVE」（共作曲・共編曲、アルバム『RESPECT ALL』）2023年8月23日

- IRys
  - 「HERE COMES HOPE」（編曲、『ll:Caesura of Despair』）2021年10月10日
  - 「Nameless Sadness」（作曲・編曲）2022年1月12日
  - 「Sink again,Rise again」（作曲・編曲）

- IWR
  - 「Find」（共作曲・編曲）2019年3月
  - 「LATINO AMERICA」 2019年8月

- ACE
  - 「Trick」（共作曲・編曲、アルバム『RE：音』）2020年7月29日

- 安月名莉子
  - 「DAISY」（編曲） 2023年11月8日

- イケてるハーツ
  - 「Never stop love」（共作曲・編曲）2019年11月27日

- Ichika Nito × Luke Holland
  - 「Moonfall」（sound produce・ミキシング・マスタリング、EP『Moonfall』）
  - 「The World is still Beautiful (drum remix ver.)」（ミキシング・マスタリング、EP『Moonfall』）
  - 「Awakening (drum remix ver.)」（ミキシング・マスタリング、EP『Moonfall』）

- Ichika Nito ,Mr.Chase
  - 「Branching Path」（編曲）2020年7月
- S+AKS&DOSCO DJ ALL STARS
  - 「SNOW DANCE -Unusual Winter 2020- (RS41 NGO Remix)」（remix共作、『DREAM CATCHER 3〜ドリカムディスコMIX COMPILATION 』）2020年10月14日

- えなこ
  - 「名探偵キミに告ぐ」（共編曲、ミニアルバム『ドレス・レ・コード』）2020年12月16日
  - 「ふたり花火」（共編曲、アルバム『SP-LuSH ROAD』）2021年7月21日

- 大石昌良「ただいま」（編曲、「よんチャンTV」EDテーマ）

- OxT
  - 「Daily-go-round」（編曲、アルバム『Hello New World』）2018年9月12日
  - 「もっと君を知れば」（編曲、アルバム『REUNION』）2020年9月10日

- 角巻わため
  - 「Everlasting Soul」（編曲）2021年9月9日

- 鬼頭明里
  - 「illminate」（共作曲・共編曲、アルバム『Luminous』）2022年10月12日

- Kis-My-Ft2
  - 「Still song for you」（共作曲・共編曲、シングル「君、僕。」）2018年10月3日

- KIHOW
  - 「glitter」（共作曲・編曲）2021年11月8日
  - 「Paint」（共作曲・編曲）2022年4月15日

- SuG
  - 「mark」（作曲・編曲、アルバム『AGAKU』）2017年5月7日
- ZAQ
  - 「ANTHEM」（共編曲）2022年3月31日
- 燦鳥ノム
  - 「君にルムウム」（共編曲）2019年7月31日
- SEAMO
  - 「Moshi Moseamo?」（共作曲・編曲、アルバム『Moshi Moseamo?』） 2018年2月14日
  - 「花粉SHOW」（共作曲・編曲、アルバム『Moshi Moseamo?』） 2018年2月14日
  - 「TDL」（共作曲・編曲、アルバム『Moshi Moseamo?』） 2018年2月14日
  - 「With you」（編曲、アルバム『Moshi Moseamo?』） 2018年2月14日
  - 「天狗を忘れるな」（共作曲・編曲、アルバム『Glory』） 2019年2月20日
  - 「DOG or CAT」（共作曲・編曲、アルバム『Glory』） 2019年2月20日
  - 「OH!嫉妬」（共作曲・編曲、アルバム『Glory』） 2019年2月20日
  - 「熱中SHOW<スーパー・ウルトラ・スペシャル・エキゾチック・ボーナストラック>」（共作曲・編曲）
  - 「日々労働」（共作曲・編曲、アルバム『Wave My Flag』） 2019年10月9日
  - 「未完の大器」（共作曲・編曲、アルバム『Wave My Flag』） 2019年10月9日
  - 「Time is money」（共作曲・編曲、アルバム『NORA』） 2021年2月24日
  - 「俺は俺」（共作曲・編曲、アルバム『NORA』） 2021年2月24日
  - 「新しい歌」（共作曲・編曲、アルバム『NORA』） 2021年2月24日

- sleepyhead
  - 「MY FORTUNE FADED」（編曲、アルバム『DRIPPING』）2018年6月20日
  - 「闇雲」（編曲、アルバム『DRIPPING』）2018年6月20日
  - 「酩酊」（編曲、アルバム『DRIPPING』）2018年6月20日
  - 「HURT OF DELAY」（編曲、アルバム『DRIPPING』）2018年6月20日
  - 「狂宴騒々」（編曲、アルバム『DRIPPING』）2018年6月20日
  - 「BRIDGET」（編曲、アルバム『DRIPPING』）2018年6月20日
  - 「DON’T YOU LET ME GO(feat. AISHA)」（編曲、EP『NIGHTMARE SWAP』 ）2018年10月17日

- Sonar Pocket
  - 「輝け僕らの魂」（編曲、アルバム『80億分の1 ～to you～』2021年2月10日
  - 「Reborn」（編曲、やしきんと共作） 2022年7月1日
  - 「花火」（編曲） 2022年8月12日
  - 「あれからずっと」（編曲） 2022年9月2日
  - 「エンドロール」（共作曲） 2022年10月14日

- 寺島拓篤
  - 「GRATEFUL LAYERS」（共編曲、アルバム『LAYERING』） 2022年5月11日
- DJ KOO
  - 「HAPPY CLAP」（共作曲・共編曲）2019年10月25日
- TRUE
  - 「終わりたい世界」（共編曲、アルバム『Lonely Queen's Liberation Party』）2018年4月25日
- 當山みれい
  - 「あなたをやめられない」（編曲）2022年11月16日
  - 「願い〜あの頃のキミへ〜feat.RINZO」（編曲、Digital EP『NEGAI』2024年7月19日）2024年7月12日先行リリース
- ナオト・インティライミ
  - 「You Make My Day」（共編曲、アルバム『虹色♾オクターブ』）2022年11月30日
- NIKKI(WHITE JAM) 
  - 「イヌみたいなネコ」（共編曲）
- Murakami Keisuke
  - 「Two Souls」（共編曲）2023年7月19日
- 祭nine.
  - 「ララBYE!!」（作詞・作曲 eyeronと共作、アルバム『てっぺんニューデイズ』）2020年3月4日
- メロフロート
  - 「友達以上恋人未満」（共作曲）2023年8月5日
- MOIRA
  - 「I’M ALRIGHT」（共作曲・編曲）2021年8月3日
- Mori Caliope
  - 「You're Not Special」（共作曲,編曲） 2023年8月17日
- 遊助
  - 「bay side」（共作曲・共編曲、シングル『千羽鶴』）2019年7月3日
  - 「Why」（共作曲・共編曲、アルバム『有言実行』）2020年3月11日

## TVアニメ関連
| 番組タイトル                                  |         | 放送期間               | 歌唱アーティスト                                                                                              | 楽曲名            | 担当         | リリース日     |
| --------------------------------------------- | ------- | ---------------------- | --- | ----------------- | ------------ | -------------- |
| ロクでなし魔術講師と禁忌教典                  | ED      | 2017年4月              | システィーナ＝フィーベル(CV：藤田茜)、ルミア＝ティンジェル(CV:宮本侑芽)、リィエル＝レイフォード(CV：小澤亜李) | Precious You ☆    | 編曲         | 2017年5月24日  |
| Fairy蘭丸〜あなたの心お助けします〜           |         |                        | 5toHEAVEN | MAKE YOU CRAZY    | 編曲         | 2021年4月21日  |
| 逆転世界ノ電池少女                            | OP      | 2021年10月 -           | Mia REGINA | Fever Dreamer     | 共編曲       | 2021年11月3日  |
| 咲-Saki-阿知賀編 episode of side-A            | ED      | 2012年4月 - 7月        | ZAQ | Futuristic Player | 編曲         | 2022年9月21日  |
| 東京ミュウミュウ にゅ〜♡                      | 第2期ED | 2023年4月5日 - 6月21日 | Smewthie | Can-do Deamer     | 共作曲・編曲 | 2023年4月19日  |
| 勇者が死んだ!                                 | OP      |                        | オーイシマサヨシ                                                                                              | Shinda!           | 共編曲       | 2023年5月31日  |
| カードファイト!! ヴァンガード Divinez Season2 | OP      | 2024年7月6日 -         | すとぷり (莉犬, ジェル, さとみ, ころん, るぅと, ななもり。)                                                   | 宿命              | 編曲         |                |
| Tokyo Override                                |         | 2024年11月21日         | Yu Serizawa(芹澤優)                                                                                           | TOKYO MINORITY    | 共作曲・編曲 | 2024年11月21日 |

## ゲーム関連
- コナミアミューズメント音楽ゲーム『GITADORA』サウンドトラック「The Kingsroad」(作曲・編曲、アルバム『GITADORA Matixx Original Soundtrack』）2020年7月15日
- スマートフォンゲーム『ユアマジェスティ』大山真志「Decider」「クロード」（作曲・編曲、アルバム『YOUR MAJESTY』）2023年5月1日

## 企業CM・PV等
- ブラザー企業CM「JOYSOUNDはブラザー」篇
  - 寺嶋由芙「ブラザー」（作詞・作曲・編曲、アルバム『ゆーふらいとⅡ』）2019年12月13日
- 不動産ショップナカジツCMソング　2020年6月
- アンファー「スカルプD オーガニック」WebCM　2021年9月
- 名古屋市防災・コロナ対策啓発ソング「エアハグ」（編曲）2022年12月14日
- シャープ AQUOS PHONE Snapdragon855   PV
- Kao「est the lotion 」PV
- ロート製薬「Obagi 」CM
- トヨタホームD +【ディープラス】WebCM
- モバイル版 マジック:ザ・ギャザリング アリーナTVCM
- BMW PV
- ニューバランス  PV
- NB HANZO、FRESH FOAM BEACON シリーズ　NB 442 PRO
- トヨタ自動車　「SUPER FORMULA DIRECTORSCUT」